# 姥ヶ山インターチェンジ
姥ヶ山インターチェンジ（うばがやまインターチェンジ）は、新潟県新潟市中央区姥ケ山にある国道49号（重複：国道403号・国道459号）亀田バイパスのインターチェンジ。
2022年3月現在、本線にもおよぶ慢性渋滞の緩和やその渋滞を起因とした交通事故の削減を図るための改良工事が行われている。

## 改良事業

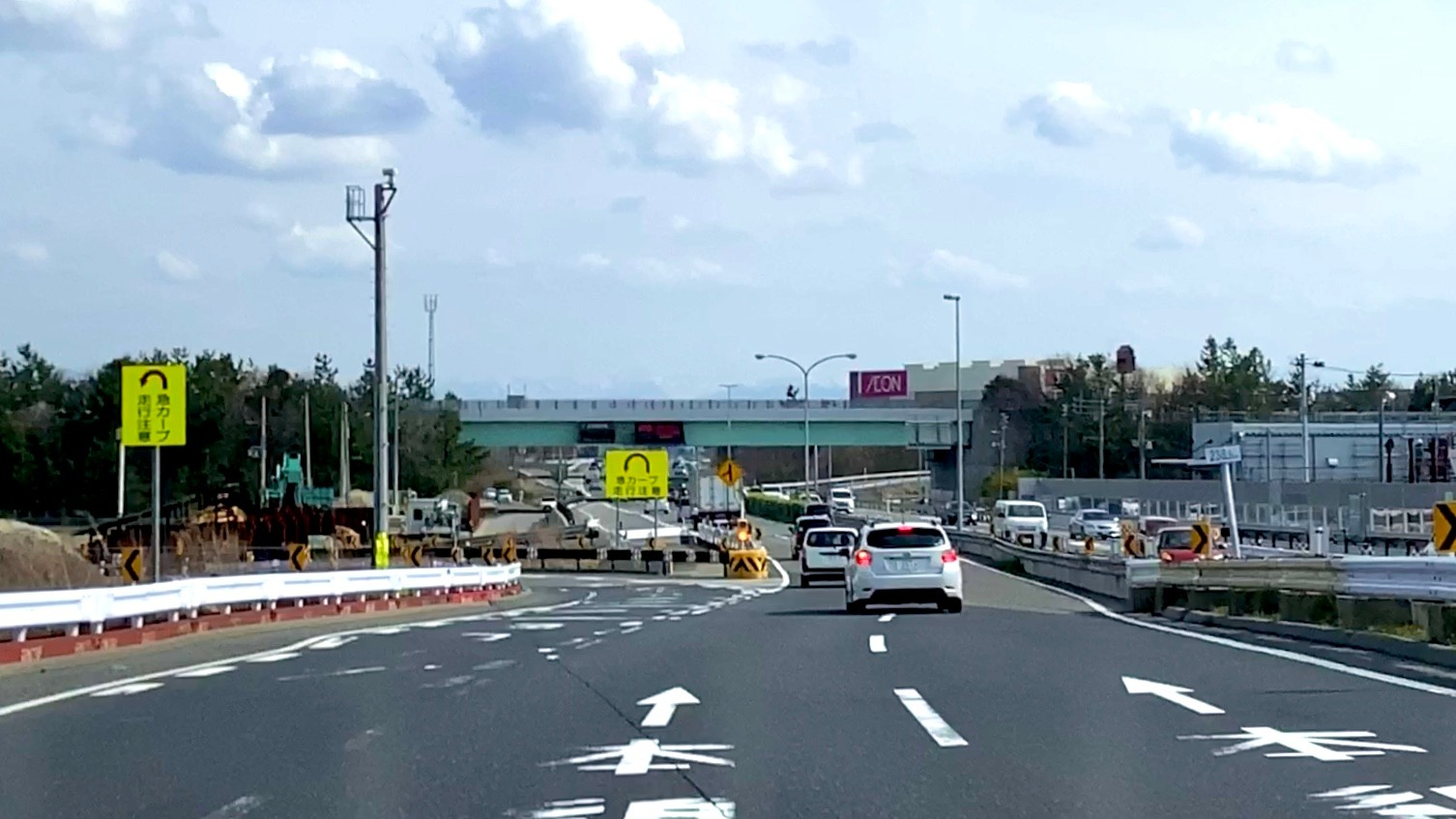
工事中のIC（2020年4月）

当ICは供用開始以来、新潟市中心部と郊外とを連絡する結節点となっているが、近年はIC周辺に大型商業施設が多数所在し、また新潟県スポーツ公園の最寄ICでもあることから渋滞が慢性化している。このため国土交通省新潟国道事務所では、上り車線（横越・新津方面）のオンランプ・オフランプを東側へループ状に延伸し、オフランプを立体化して滞留長を確保する改良工事を「姥ヶ山事故対策」の事業名称で2009年度（平成21年度）に事業化した。
また新潟市は、同ICで接続する新潟市道嘉瀬蔵岡線2号（都市計画道路鳥屋野潟南部東西線・姥ヶ山本所線）の一部拡幅などを合わせて実施する。本ICの立体交差部も拡幅の対象であるが、ボックス形式のため拡幅に支障するので、これを機に高架橋に改める。
よって工事は概ね以下のように進められる。
1. 上りランプをオン→オフの順で仮設のルートに切り替え（出入口部分は当初から本設）。
2. 上りランプ施設を撤去、跡地に2車線ぶんの幅のある高架橋（完成時にオフランプ高架橋となる）を建設し、上り本線を切り回し。
3. 上り本線部分のボックスを取り壊し、新上り本線高架橋を建設。
4. 下り本線を新上り本線高架橋へ切り回し。
5. 残っているボックス部分を取り壊し、新下り本線高架橋を建設。
6. 下り本線を新下り本線高架橋へ切り回して復旧。
7. 上り本線を新上り本線高架橋へ切り回して復旧。
8. 上りランプをオフ→オンの順で本設ルートに切り回して完成。

### 路線データ
- 路線名：一般国道49号亀田バイパス
- 箇所：新潟県新潟市中央区姥ケ山
- 延長：0.7 km
- 道路規格：第3種第1級
- 設計速度：80 km/h（本線）、40 km/h（ランプ）

## 歴史
- 1973年（昭和48年）：開通
- 2009年度（平成21年度）：姥ヶ山事故対策事業化・用地着手[1]
- 2011年（平成23年）1月4日：都市計画決定[1]
- 2011年度（平成23年度）：姥ヶ山事故対策工事着手[1]
- 2014年（平成26年）
  - 3月16日：亀田方面ONランプを切り替え[3]
  - 3月29日：亀田方面OFFランプを切り替え[4]
- 2021年（令和3年）
  - 7月1日：下り線本線を切り替え[5]
  - 10月1日：上り線本線を切り替え[6]
  - 12月22日：上り線オフランプが開通[7]
- 2022年（令和4年）3月10日：上り線オンランプが開通[8]
- 2023年（令和5年）12月2日：下り線オフランプに常時左折化の左折レーンを新設[9]

## 接続する道路

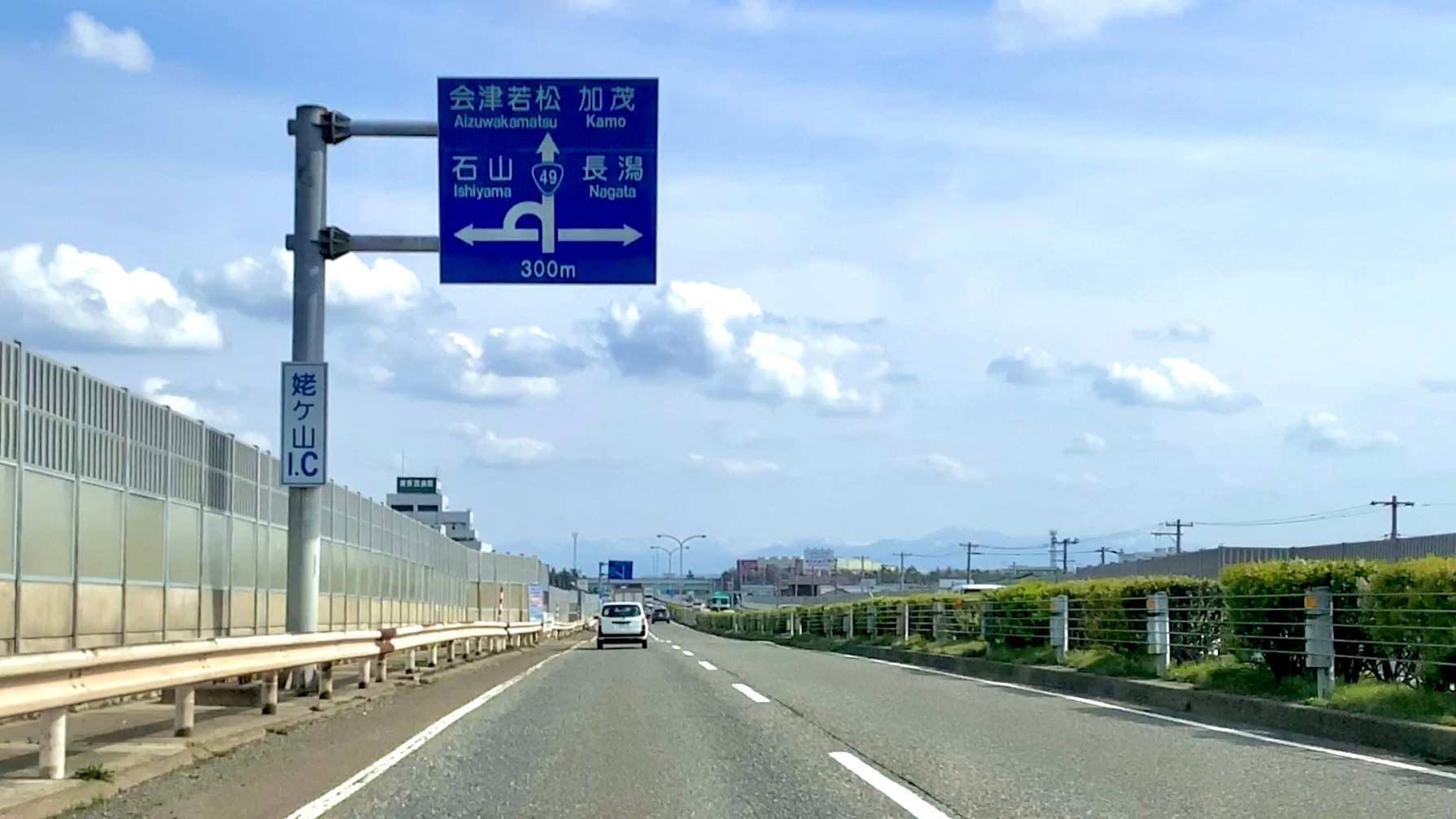
会津若松方面行本線上のIC案内標識（2020年4月）

- 新潟市道嘉瀬蔵岡線2号

※2014年3月以前まではバイパス上の方面案内標識では新潟県道290号曽野木一日市線と接続している旨が記されていたが、これは誤りである。その当時から県道290号はIC北側を経由しており、直接接続していない。

## 周辺
- アークプラザ新潟
  - スーパーセンタームサシ 新潟店
  - アークオアシスデザイン新潟店 (JOYFUL-2新潟店だったがホンダ産業から営業を譲り受けた）
  - ケーズデンキ 新潟南店
- イオンモール新潟亀田インター（旧イオンモール新潟南）

## 隣

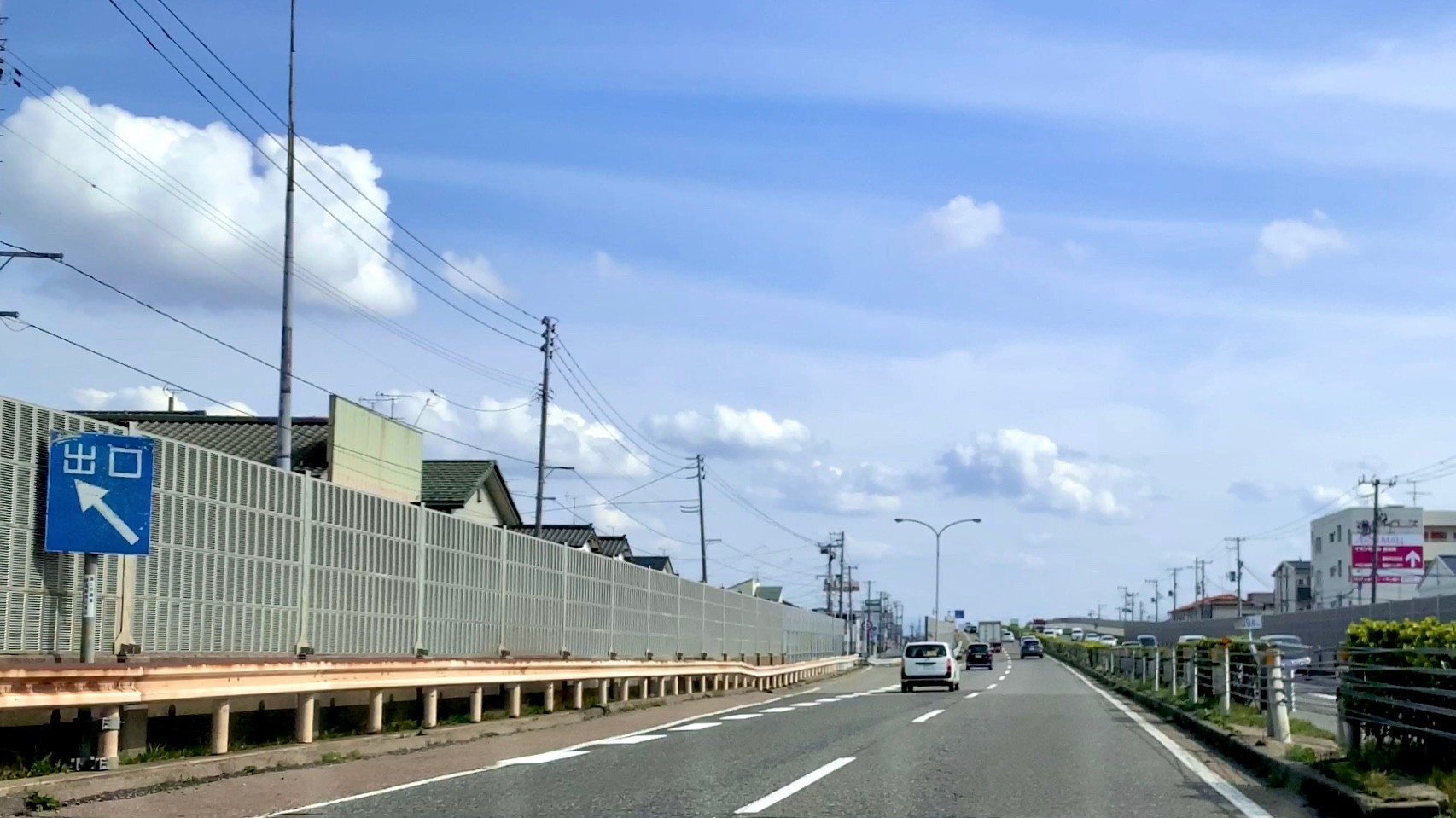
姥ヶ山IC - 紫竹山IC 間の簡易型出口（2020年4月）

国道49号亀田バイパス
新潟亀田IC - 姥ヶ山IC - 簡易型出口  - 紫竹山IC
※姥ヶ山IC - 紫竹山IC 間に紫竹山IC方面からの簡易型出口あり